# Santarém (Portugalsko)
Santarém je město na středozápadě Portugalska, je centrem stejnojmenného distriktu.
Žije zde asi přibližně 62 tisíc obyvatel.

## Kultura
Santarém je známý jako významné dějiště býčích zápasů. Každý rok v červnu se zde koná Ribatejský veletrh – největší zemědělský veletrh v Portugalsku. Na podzim se zde koná největšímu gastronomický festival v zemi.

## Osobnosti
- Pedro Álvares Cabral (asi 1467 – asi 1520) – portugalský mořeplavec
- Bernardo de Sá Nogueira de Figueiredo (1795–1876) – ministerský předseda Portugalska

## Fotogalerie

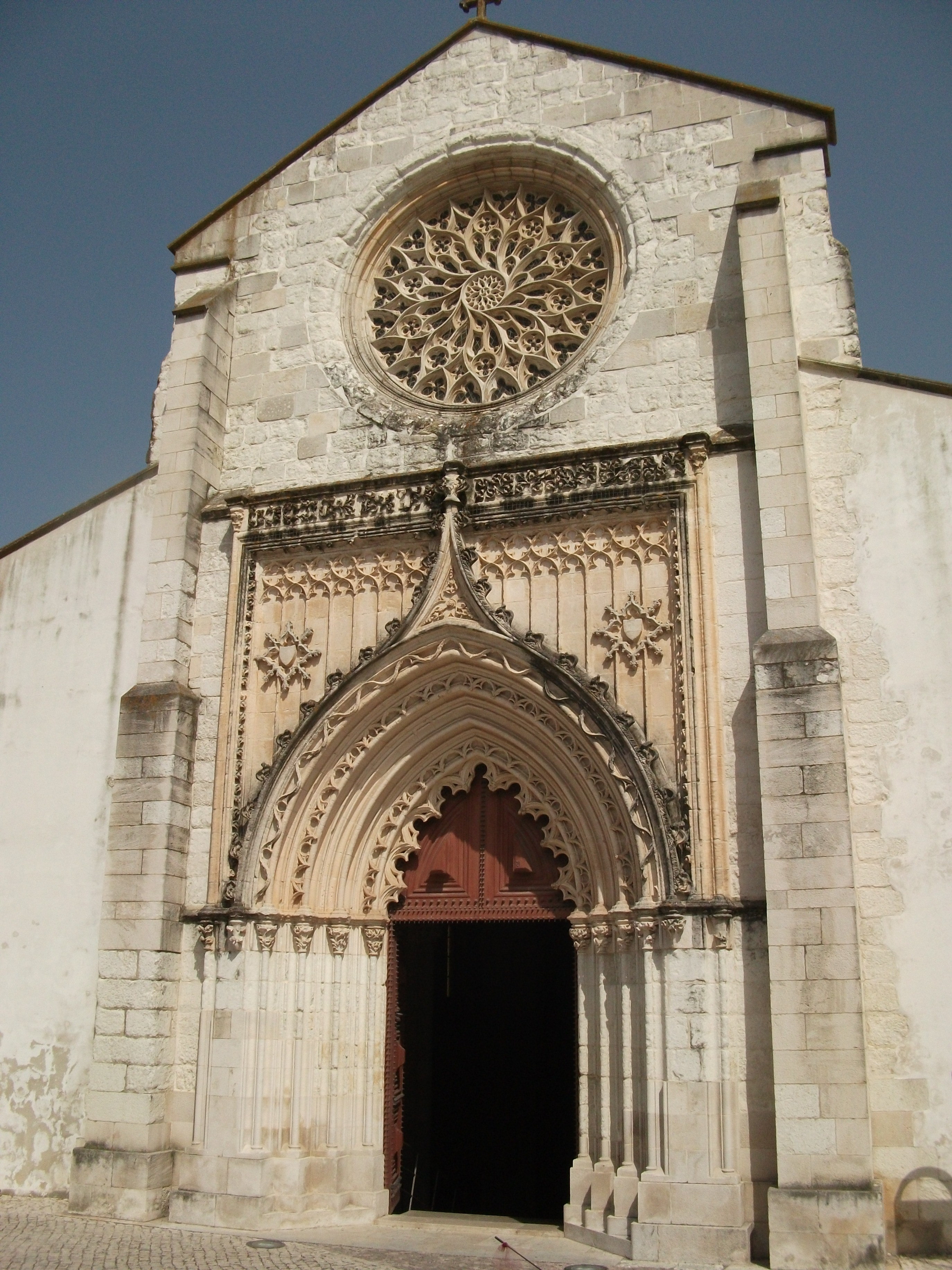
Kostel Igreja da Graça ze 14. století, s barokní rozetou z jednoho kamene
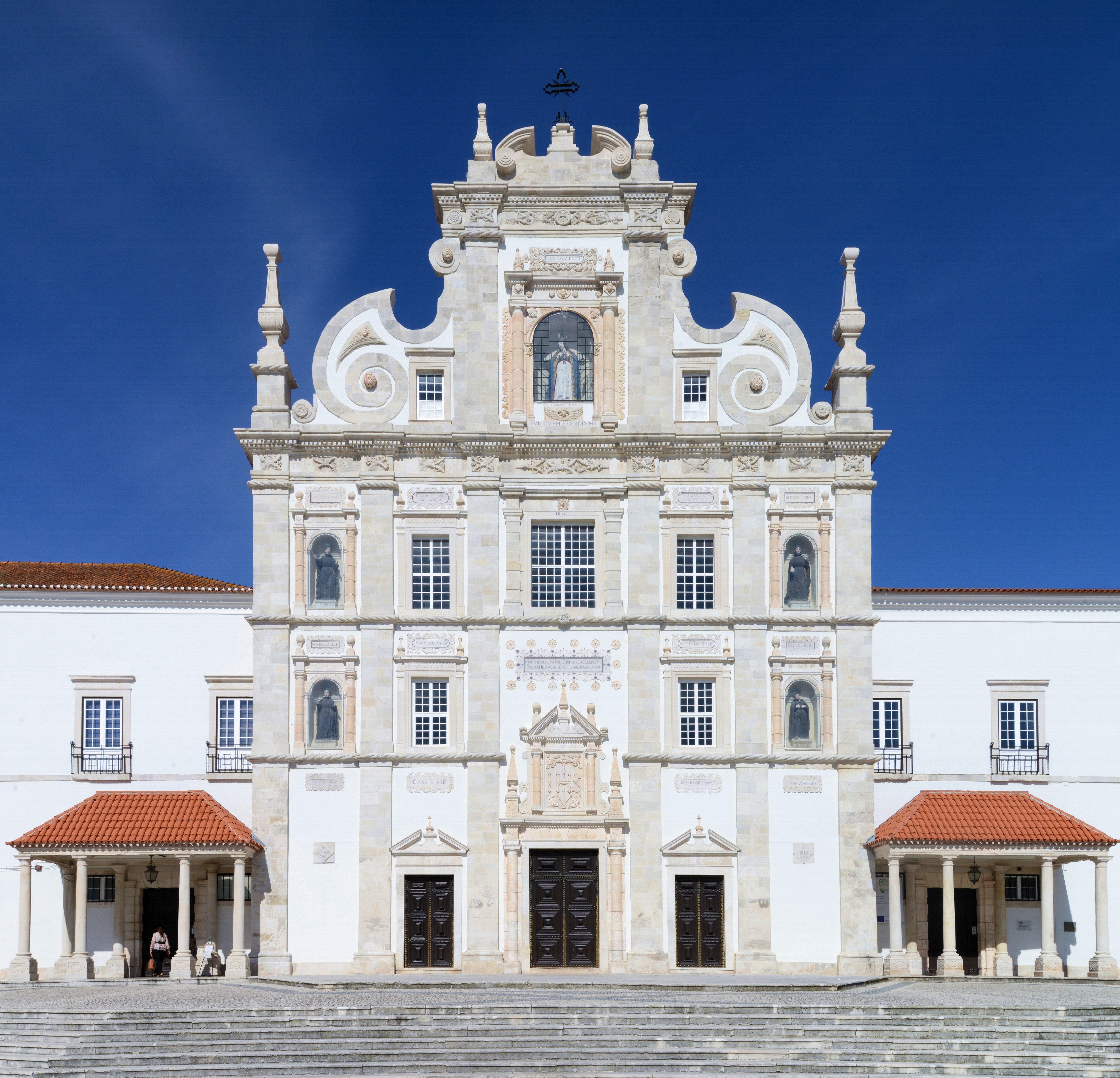
Jezuitský chrám Igreja do Seminário
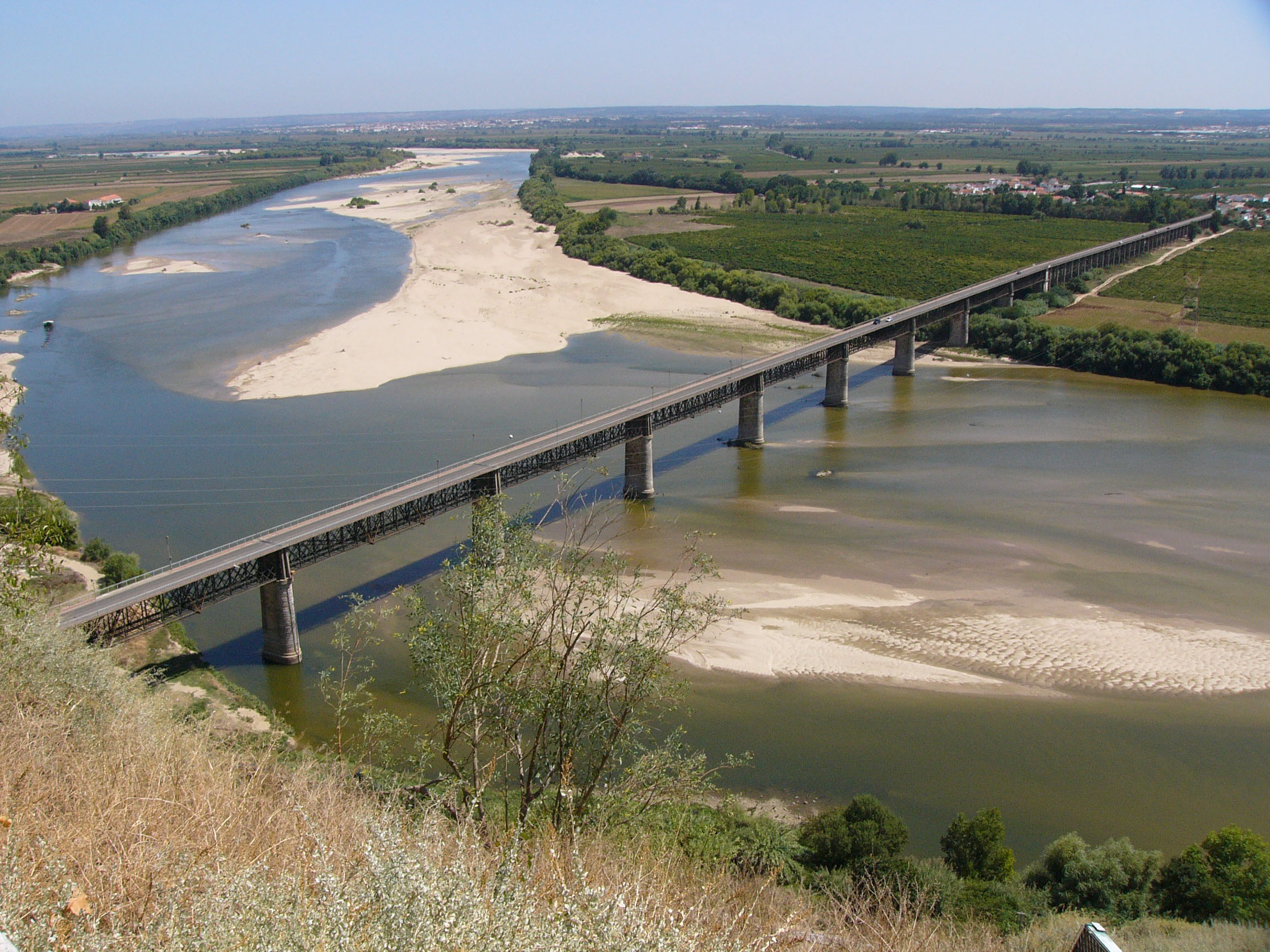
Most přes řeku Tejo, pojmenovaný po králi Ludvíku I.
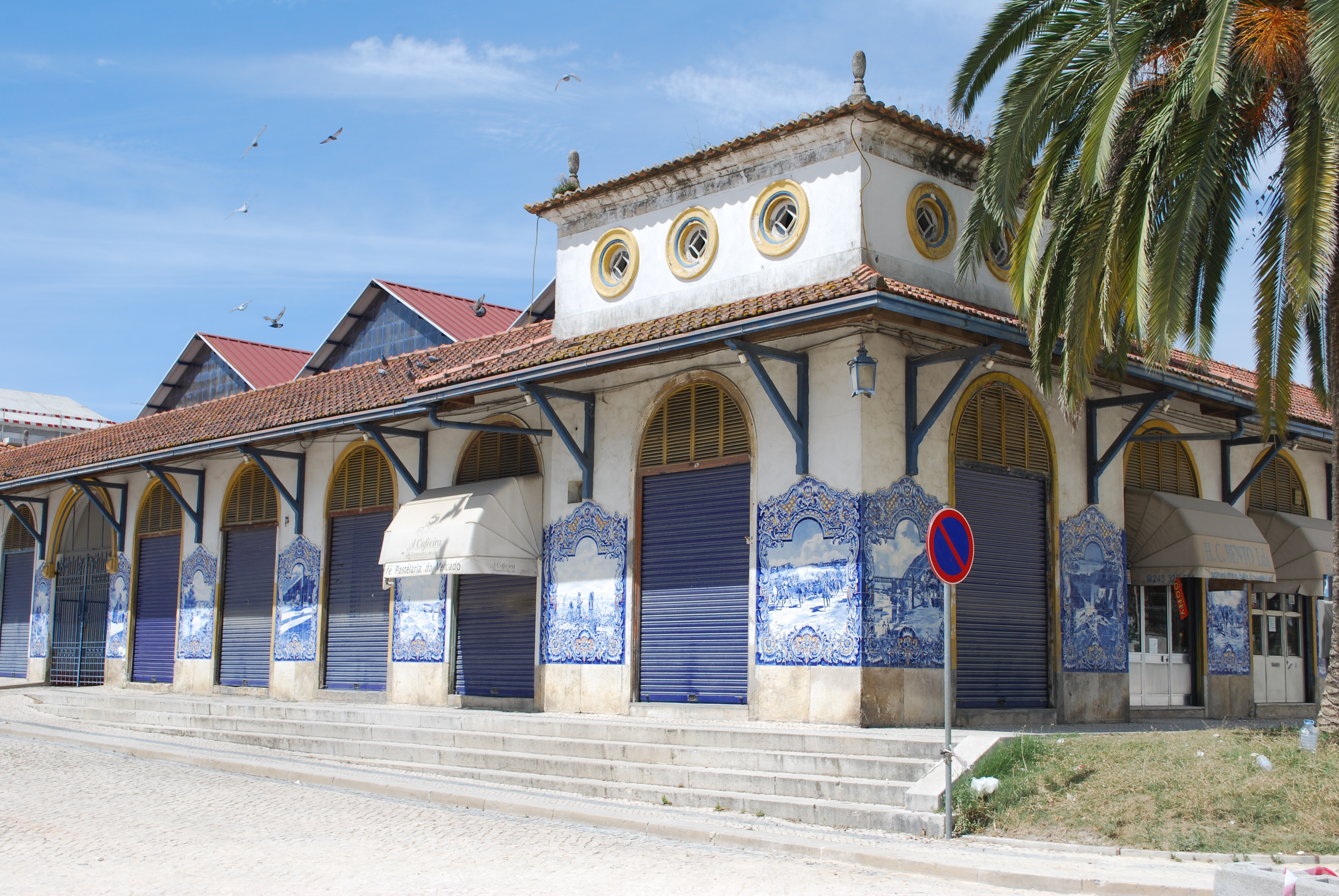
Tržiště s výzdobou z azulejos